# Хижак: Дикі землі
«Хижак: Дикі землі» (англ. Predator: Badlands) — прийдешній американський науково-фантастичний фільм жахів 2025 року. Це сьомий фільм в основній серії та дев'ятий у загальній франшизі. Режисером фільму є Ден Трахтенберг, співавторами сценарію — Трахтенберг і Патрік Ейсон, а головну роль зіграла Ель Феннінг.

## Синопсис
У майбутньому на віддаленій планеті молодий Хижак, вигнанець свого клану, знаходить союзника в особі Тії і вирушає в подорож на пошуки головного супротивника.

## Акторський склад
| Актор                  | Роль                                   |
| ---------------------- | -------------------------------------- |
| Ель Феннінг            | Тіа, андроїд, створений Weyland-Yutani |
| Дімітріус Колоаматангі | Дек, Хижак                             |

## Виробництво

### Розробка
У лютому 2024 року стало відомо, що розробляється окремий фільм із франшизи «Хижак» під назвою Badlands, режисером якого став Ден Трахтенберг, а співавтор сценарію — Патрік Ейсон. У червні Ель Феннінг вела переговори про участь у фільмі в головній ролі. Кастинг Феннінг був підтверджений 27 серпня.

### Зйомки
Основні зйомки почалися в Новій Зеландії 27 серпня 2024 року під робочою назвою «Рюкзак» і завершилися наприкінці жовтня того ж року.

## Випуск
Прем'єра запланована на 7 листопада 2025 року в Сполучених Штатах.